# Chiquititas
Chiquititas è una telenovela argentina diretta da Hernán Abrahamsohn e da Martín Mariani nata da un'idea di Cris Morena.
La serie si concentra su un gruppo di orfani che vivono in un orfanotrofio chiamato "Rincón de Luz" che vengono aiutatati da Belén. Dalla quinta stagione la storia viene rinnovata con cambio dei personaggi e della trama.
Ha raggiunto un gran successo specialmente in Argentina, Brasile e Israele, con più di un milione di album venduti e un milione di spettatori alle rappresentazioni teatrali oltre che per aver vinto un Premio Martín Fierro nel 1997, 1998 e nel 1999.

## Trama

### Prima stagione
Poco dopo la nascita del figlio di Gabriela, il bimbo viene portato via dal padre della donna, Ramiro Morán, in quanto non accetta la relazione tra la figlia e un suo servo. Però, alla madre del feto è stato riferito che il figlio è morto. In realtà, la ragazza di nome Mili è stata mandata in un orfanotrofio chiamato "Rincón de Luz", la cui direzione è affidata a Ramiro. Mili crescerà in quella casa insieme ad altre otto bambine orfane: Georgi, Cinthia, Vero, Michelle, Romina, Laura e Maru. Guidati da Mili, la più vecchia del gruppo, il loro obbiettivo sarà quello di diventare una vera e propria famiglia.
Le ragazze sono seguite da Ernestina, la custode molto rigorosa e dal cuoco spagnolo Saverio. Poi c'è Emilia, l'amministratrice dell'istituto ed è amata da tutte le persone viventi in quel luogo. Durante la storia, arriverà Jime, un'altra orfana.
La vita delle bambine sarà aiutata da Belén Fraga, una giovane donna che vive con suo fratello Felipe "Piojo" e le amiche: Leticia (con la figlia Sol) e Clarita. Le tre lavorano in un'industria di Moran dove incontrano Martín, il figlio maggiore di Ramiro, di cui Belén si innamora, ma il padre non può permettere questa relazione in quanto lei appartiene ad un ceto inferiore. Nonostante ciò, entrambi hanno un obbiettivo in comune: cercar di fare trovare la vera identità di Mili.
Martín è tornato da Londra prevalentemente per lo stato di sua sorella, Gabriela: ha vissuto in una forte depressione viste le bugie del padre sulla figlia. Il segreto della famiglia Moran è custodito anche da Carmen, la sorella ambiziosa di Ramiro. Ella prende il posto anche di Emilia nella coordinazione dell'orfanotrofio, maltrattando anche gli orfani presenti. Ramiro assumerà come nuova amministratrice Ginette che dimostrerà di farsi amare dai bambini, anche se ha il solo scopo di conquistare l'ospizio.
Ramiro inizia a ricattare Belén, concludendo la relazione con Martin. Un pentito Ramiro, decide di dire la verità a Gabriela, ma questa, poco dopo, muore in un incidente d'auto. Credendo che non ci sia più niente tra lui e Belén, Martin lascia la città, ma la donna incontra il dottor Facundo.

### Seconda stagione
Carmen è di nuovo amministratrice dell'orfanotrofio e Belén e Facundo stanno ancora insieme, anche se a lei manca ancora Martín. Grazie all'intervento di Jime, i due amici Roña e Corcho riescono ad entrare nell'abitazione. I due sono i primi maschi a far parte dell'orfanotrofio. Carmen non è d'accordo nel entrare i due ragazzi e farli vivere insieme alle ragazze, ma il Tribunale dei minori interviene e permette loro di rimanere. Rientra nella casa Mosca e arriva Guille. Ernestina è sostituita da Matilde, una donna misteriosa che scopre il segreto di Mili. Racconta tutto a Carmen e questa finisce in ospedale. Temporaneamente, prende il suo posto Belén lottando per i diritti dei bambini dell'orfanotrofio. Diventa la madre adottiva di Sol, dopo la morte di Leticia.
Entra anche Clarita, diventando l'insegnante di danza. Cinthia e Laura vengono adottate, invece entrano Tamara e Mecha.

### Terza stagione
Carmen riesce a chiudere la casa e tutti rimangono senza abitazione. Un uomo di nome Pedro Vega dona il suo palazzo a Belén ed ella costruisce il nuovo orfanotrofio. Nonostante abbia una facciata attraente, i ragazzi scoprono alcuni posti inquietanti pieni di trappole e passaggi segreti, abitati da una donna misteriosa di nome Elena e da sua nipote Lucia. Belen introduce loro alla "Finestra Magica" ("La Ventatina de los Sueños") e allo "Specchio della magia", in cui bisogna guardare con un solo occhio e i propri sogni si realizzano. Dopo un ristrutturamento della casa, il Tribunale dei minori permette agli orfani di vivere all'interno. Abitare con Elena diventerà molto difficile in quanto vuole che i bambini se ne vadano dalla casa. Col tempo, invece, la nipote diventerà parte della famiglia.
Jime si innamora di Matías e il rapporto tra Mosca e Delfina si accentua. Facundo si trasferisce di fronte al nuovo orfanotrofio per stare più vicino a Belen e agli orfani. Arriva un nuovo bambino brasiliano di nome Mora.
Gabriela offre la sua abitazione a Mili. Quest'ultima riflette se lasciare i suoi amici, ma Jime capisce che è meglio per lei stare con sua madre.

### Quarta stagione
Belén e i suoi orfani celebrano una festa nella loro strada, il "Pasaje del Sauce", ma viene rovinata da una persona sconosciuta. Nell'orfanotrofio arrivano sei nuovi orfani: Patricio, Martina, Micaela, Nacho, Catalina e Luna.
Patricio è il più problematico del gruppo e non va d'accordo con gli altri tanto da diventare una sfida per Belén. Martina è una ragazza attraente e ambiziosa e provoca la gelosia di Georgi. Il rapporto tra Delfina e Mosca si intensifica. Belén incontra il presunto fratello di Alejo, Manuel, di professione sassofonista che aiuta l'orfanotrofio. Jimena dopo esser partita con sua madre subisce un attacco e allora Amanda del Solar muore e Jimena si perde nella selva ma conosce un bambino di nome Jago di cui si innamora.
Georgi si riunisce alla sua famiglia e lascia l'orfanotrofio. Manuel chiede a Belén di sposarla e lei accetta. Alla cerimonia di nozze, Belén racconta che vuole adottare tutti gli orfani. Tuttavia, lei scopre la verità sul suo prossimo marito: ha già una relazione con un'altra donna e per questo motivo i due non si sposano. Belén si prende cura di Alejo, un nuovo amministratore. Lei aveva perso il suo ruolo a causa del matrimonio ed è rimpiazzata da Martirio. In un primo momento si rivela dolce con i bimbi, poi inizia a dare punizioni e a maltrattare i bambini. Belén e Alejo combattono contro Martirio ed espongono il problema anche al giudice. Belén adotta tutti gli orfani e offre il Libro della Vita ai suoi bimbi per scrivere il loro futuro.

### Quinta stagione
Candela Maza è una ragazza di 15 anni che è rimasta orfana insieme ai suoi fratelli Hosana e Facundo. Il giudice decise che i ragazzi devono andare a vivere insieme allo zio Juan Maza, un uomo ricco. Allo stesso tempo, un gruppo di bambini di strada cerca un tetto dove passare la notte e trova un fienile di proprietà di Joaquin Maza. A partire da questo momento, le due storie si intrecceranno ancora di più con l'arrivo di Pia, fidanzata di Juan, la figlia Natalia e la tata Elsa. Gli orfani conosceranno anche Ana, la nuova istruttrice. Col passare del tempo i ragazzi e gli orfani cominciano a innamorarsi.

### Sesta stagione
Ana e Juan sono morti, Pia ha bruciato il granaio e i bambini sono fuggiti dal "Hogar de las Sombras". Il gruppo di orfani è formato da Felipe, Tali, i Maza (Luisana, Titán, Juanita e Agustín) e gli orfani del granaio (Camila, Bautista e María). Ormai non hanno più un tetto dove vivere. Temendo di dover andare in prigione, i Chiquititas devono cercare un'abitazione e María vuole cercare il "Rincon de Luz" descritto nel Libro della Vita. Passa una stella cadente e, dopo aver espresso un desiderio, gli orfani trovano una casa che, ad un primo impatto, sembra abbandonata e spaventosa, ma nel lato sinistro nasconde giocattoli, pupazzi e bambole. Camila insiste dicendo che stanno invadendo una proprietà privata, ma quel posto è il vero "Rincón de Luz".
I bambini scoprono che il luogo appartiene ad un uomo solitario e con il volto mezzo bruciato di nome Rafael Sander. Con lui vive solo Enzo. Col passare del tempo, Sander permette ai bimbi di vivere lì. Paula, la sorella gemella della moglie defunta di Sander, arriva all'abitazione con sua figlia Olivia. Paula ritiene che l'orfanotrofio appartiene a lei.
Arriva anche Luz, una giovane donna e coraggiosa. María considera da subito Luz come sua mamma. Le bambine scoprono una biblioteca in cui le fiabe diventano reali. Il luogo nasconde anche un mondo magico, che nasconde un elfo di nome Tok con cui María farà amicizia e si innamorerà.

### Settima stagione
Come Luz, Sander e Juanita vanno alla ricerca dei propri figli perduti. Gli orfani sono lasciati nelle mani di Enzo. Tuttavia, il tribunale dei minori assume una donna di nome Lidia che priva dei propri sogni i bambini. Camila e Luisana sono preoccupate, perché non hanno avuto notizie dall'inizio del viaggio di Felipe e Bautista; in realtà sono stati rapiti dagli uomini di Paula, ma riescono a liberarsi grazie ad un incidente ai danni della donna. Sono stati salvati da Miki, ma Bautista ha un'amnesia. I tre torneranno nella città natale.
Ritorna Mili e segue le orme di Belén. Farà di tutto per sconfiggere Lidia e in quest'ottica si fa assumere come bidella con il nome di Greta. Riceve aiuto nella sua missione da parte di Enzo, Renzo e Ramiro. Ad un certo punto, Lidia scopre le vere intenzioni di Mili e Ramiro e lega ad alcune sedie i due e manda i bambini al "Hogar de las Sombras". Ramiro riesce a fuggire, liberando anche Mili. Lidia farà di tutto per mettere i bastoni fra le ruote, ma verrà arrestata. Però, rivela a Ramiro che ha piazzato esplosivi nell'orfanotrofio. Il ragazzo corre verso l'abitazione per farla evacuare, ma Tali si accorge che mancano Agustín e Mili; Ramiro torna dentro e, mentre corrono fuori, la casa esplode. Appare così Belén come una luce nel cielo e dice che "Rincón de Luz" esisterà per sempre e allora gli orfani vanno con Mili.

### Ottava stagione
Magalí Garcés, un'imprenditrice di successo, ha perso la figlia quando era piccola, per via del padre Víctor Garcés che quando partorì mandò la bambina fuori dal paese facendo credere alla figlia che fosse morta. Dopo aver scoperto la verità, Magali si intrufola in un orfanotrofio travestita per cercare sua figlia.

## Produzione
La serie ha debuttato il 7 agosto 1995 sul canale argentino Telefe, occupando la stessa posizione oraria del programma Jugate conmigo e ne riprende parte del cast come per Romina Yan e Luciano Castro che prendono parte alla prima stagione. Lo sceneggiato inizia con il format tradizionale delle telenovele: spazi dedicati sia ai giovani che agli adulti. Questo aspetto è cambiato con il passare degli anni, in particolar modo dalla terza stagione del 1997, quando i giovani ricevono maggior importanza nella storia con l'aggiunta di elementi fantasy.
L'attrice Agustina Cherri aveva firmato un contratto in esclusiva con Telefe e recita nella telenovela con il personaggio di Mili. Nel 1995 si svolsero alcuni casting e fu selezionata Romina Yan come protagonista.
La Yan lascia la serie alla fine della quarta stagione e la trama fu rinnovata. I protagonisti diventarono Grecia Colmenares e Marcela Kloosterboer e alcuni attori del cast secondario cambiarono di ruolo come Guillermo Santa Cruz e Camila Bordonaba.

### Adattamento teatrale
Annualmente venivano svolte delle presentazioni al Teatro Gran Rex. Lo spettacolo era diretto e scritto da Cris Morena. Il cast era composto dallo stesso della stagione televisiva di quell'anno. Durante una presentazione della quinta stagione, ci fu un corto circuito che distrusse una parte dello scenario. Gran Rex non restituì i soldi agli spettatori.
Dal 1996 al 2000, più di un milione di persone andarono a vedere la rappresentazione.

### Cancellazione
La serie è stata cancellata dal palinsesto di Telefe dopo alcuni disaccordi tra Cris Morena e Claudio Villarruel alla fine della settima stagione. La programmazione continuò con il titolo "Chiquititas: la historia" e comprendeva la replica delle precedenti stagioni. Cris produsse la telenovela Rincón de luz per Canal 9 con lo stesso concetto e invece Telefe pensò di creare una nuova stagione chiamata "Corazones en Banda" (in quanto deteneva i diritti), ma non fu realizzata. Lo show è stato rinominato "Chiquititas" quando i problemi contrattuali tra Morena e Villaurel furono risolti. La serie torna in produzione nel 2006.

## Personaggi ed interpreti

### Giovani
- Milagros "Mili", interpretata da Agustina Cherri (1995-1997, 2001).
- Veronica "Vero" Cisneros, interpretata da Solange Verina (1995-1996).
- Sol Fraga, interpretata da Daniela Mastrichio (1995-1998).
- Laura, interpretata da María Laura Vicos (1995-1996).
- Georgina "Georgi", interpretata da Georgina Mollo (1995-1998)
- Cinthia, interpretata da Cinthia Manchado (1995-1996)
- Mariela "Maru" Cisneros, interpretata da Marianela Pedano (1995-1996)
- Jimena "Jime", interpretata da María Jimena Piccolo (1995-1998)
- Romina, interpretata da Romina Lotoczko (1995)
- Michelle, interpretata da Michelle Meeus  (1995)
- Carolina, interpretata da Natalia Lalli (1995)
- Delfina, interpretata da Natalia Lalli (1999)
- Cristian "Mosca", interpretato da Ezequiel Castano (1995-1998)
- Julian, interpretato da Pablo Matar (1995)
- Matías, interpretato da Nicolas Leivas (1995-1996)
- Lucío, interpretato da Bryan Forciniti (1995)
- Mário, interpretato da Bryan Forciniti (1996)
- Pablo, interpretato da Juan Pablo Martínez Irtia (1995)
- Nacho, interpretato da Juan Pablo Martínez Irtia (1996)
- Tamara, interpretata da Giuliana Darioli (1996)
- Florencia, interpretata da Manuela Pal (1996)
- Pila, interpretata da Brenda Díaz (1996)
- Santiago, interpretato da Mauricio García (1996)
- Mecha, interpretata da Lucrecia Alvarez (1996)
- Carolina, interpretata da Bárbara Estrabou (1996-1997)
- Guillermo "Guille", interpretato da Guillermo Santa Cruz (1996-1998)
- Javier Maza, interpretato da Guillermo Santa Cruz (1999)
- Corcho, interpretato da Diego Mesaglio (1996-1998)
- Javier, interpretato da Daniel Rodrigo Martins (1996)
- Léo, interpretato da Jonathan Rendón (1996)
- Patricia "Pato", interpretata da Camila Bordonaba (1996-1998)
- Camilla Bustillo, interpretata da Camila Bordonaba (1999-2001)
- Luis "Roña" Gonzalez, interpretato da Santiago Stieben (1996-1998)
- Tiago, interpretato da Santiago Stieben (1999)
- Nadia, interpretata da Nadia Di Cello (1996-1998)
- María Fernández, interpretata da Nadia Di Cello (1999-2001)
- Vicky, interpretata da Silvina Rigada (1996)
- Anita, interpretata da Natalia Roncolato (1996)
- Ñato, interpretato da Martin Drogo (1996)
- Loco, interpretato da Lucas Castaño (1996)
- Paul, interpretato da Paul Jenot (1997)
- Barbarita, interpretata da Celeste Cid (1997-1998)
- Matías, interpretato da Alfonso Burgos (1997-1998)
- Vale, interpretata da Valeria Díaz (1997-1998)
- Nicolás "Nico", interpretato da Nicolás Goldschmidt (1997-1998)
- Nacho, interpretato da Nicolás Goldschmidt (2000)
- Barracuda, interpretato da Diego García (1997-1998)
- Matías, interpretato da Diego García (2000)
- Martín, interpretato da Diego García (2001)
- Francisco "Coco", interpretato da Carlos Pedevilla (1997)
- Lila, interpretata da Carolina Valverde (1997)
- Quela, interpretata da Macarena Comas (1997)
- Dieguito, interpretato da Leonardo Fernandez da Silva (1997)
- Lucía, interpretata da Sofía Recondo (1997–1998)
- Anita, interpretata da Sofía Recondo (1999)
- Mora, interpretata da Polyana López (1997)
- Rana, interpretato da Luciano Spono (1997)
- Marquitos, interpretata da Alan Pañale (1997-1998)
- Juan, interpretato da Patricio Schiavone (1997)
- Patricio, interpretato da Patricio Schiavone (1998)
- Lalo, interpretato da Nicolás D'Agostino (1997)
- Catalina, interpretata da Catalina Artusi (1998)
- Juan Cruz, interpretato da Juan Cruz Soarez Gache (1998)
- Juan Martín, interpretato da Matías Baglivo (1998)
- Juan Pablo, interpretato da Alejandro Alzien (1998)
- Juan Carlos, interpretato da Brian Ruiz (1998)
- Yago, interpretato da Benjamín Rojas (1998)
- Bautista Arce, interpretato da Benjamín Rojas (1999-2001)
- "Super" Nascho, interpretato da Sebastián Francini (1998)
- Sebastián Mansilla, interpretato da Sebastián Francini (1999-2001)
- Luna, interpretata da Aldana Jussich (1998)
- Martina, interpretata da María Fernanda Neil (1998)
- Fernanda, interpretata da María Fernanda Neil (1999)
- Micaela, interpretata da Nadine Dwek (1998)
- Álvaro, interpretato da Mariano Villa (1998)
- Guido, interpretato da Federico Cernadas (1998)
- Santiago, interpretato da Plabo Ricciardulli (1998)
- Pedro, interpretato da Plabo Ricciardulli (1999)
- Agustín Maza, interpretato da Agustín Sierra (1999-2001)
- Cristián Maza, interpretato da Cristián Belgrano, (1999-2001)
- Mariano Maza, interpretato da Mariano Bertolini (1999)
- Facundo Maza, interpretato da Facundo Caccia (1999)
- Tuk l'undicesimo, interpretato da Facundo Caccia (2000)
- Candela Maza, interpretata da Marcela Kloosterboer (1999)
- Inés Maza, interpretata da Agustina Dantiacq (1999)
- Hosana Maza, interpretata da Hosana Ricón (1999)
- Luisana Maza, interpretata da Luisana Lopilato (1999-2001)
- Florencia, interpretata da Florencia Risso (1999)
- Natalia "Tali" Ramos, interpretata da Natalia Melcon (1999-2001)
- Hernán, interpretato da Hernán Cajaraville (1999)
- Diego, interpretato da Diego Lazzarin (1999)
- Juana "Juanita" Maza, interpretato da Milagros Flores (1999-2000)
- Felipe Mejia, interpretato da Felipe Colombo (1999-2001)
- Lucas, interpretato da Lucas Crespi (1999)
- Soledad, interpretata da Amalia Etchesuri (1999)
- Toia, interpretata da Bárbara Campanella (1999)
- David, interpretato da David Bianco (1999)
- Matías Gallardo, interpretato da Matías Apostolo (1999)
- Victória, interpretata da Natalie Pérez (1999)
- Doce, interpretata da Debora Cuenca  (1999)
- Federico Martínez, interpretato da Federico Barón (2000-2001)
- Gastón Machado "Moco", interpretato da Nicolás Feal (2000)
- Tomás Rojas, interpretato da Philippe Caillon (2000)
- Tok, interpretato da Brian Vainberg (2000)
- Daniela, interpretata da Daniela Palacios (2000)
- Pilar, interpretata da Mariana Seligmann (2000)
- Nahuel, interpretata da Nahuel Picone (2000)
- Zoe, interpretata da Eliana González (2000)
- Olivia Casani, interpretata da Candela Gribodo (2000)
- Bernarda Herrera, interpretata da Bernardita Flores (2000)
- Alex, interpretato da Juan Carlos Sánchez (2000)
- Patricio, interpretato da Patricio Benavides (2001)
- Francisco, interpretato da Jorge Maggio (2001)
- Miki, interpretata da Micaela Vázquez (2001)
- Julieta, interpretata da Aldana Troncoso (2001)
- Michelle, interpretata da Michelle Wierink (2001)

### Adulti
- Belén Fraga, interpretata da Romina Yan (1995-1998)
- Ana Pizarro, interpretata da Grecia Colmenares (1999)
- Luz Liñares, interpretata da Romina Gaetani (2000)
- Saverio, interpretato da Alberto F. de Rosa (1995-1998)
- Felipe Fraga, interpretato da Guido Kaczka (1995-1998)
- Clarita, interpretato da Trinidad Alcorta (1995–1996)
- Chirche Bustamante, interpretato da Irene Amus (2000)
- Alejo, interpretato da Facundo Arana (1997-1998)
- Manuel Méndez Ayala, interpretato da Facundo Arana (1997-1998)
- Clara, interpretata da Andrea Barbieri (1998)
- Carmen Morán, interpretata da Hilda Bernard (1995-1997)
- Don Mitchell, interpretato da Ricardo Lavié (1998)
- Joaquín Maza, interpretato da Ricardo Lavié (1999)
- Juan Maza, interpretato da Darío Grandinetti (1999)
- Mercedes Quintana, interpretata da Thelma Biral (1998)
- Tobías Echagüe, interpretata da Octavio Borro (1995)
- Tomás "Tomy", interpretato da Michel Brown (1996-1997)
- Serena, interpretata da Lola Ponce (1998)
- Renzo Miranda, interpretato da Omar Calicchio (2001)
- Emilia Gutiérrez, interpretata da Lucrecia Capello (1995)
- Tano, interpretato da Luciano Castro (1995)
- Elsa Martu, interpretata da Lidia Catalano (1999)
- Martín Morán, interpretato da Gabriel Corrado (1995)
- Andrés, interpretato da Tomás Cutler (1999)
- Amadeus, interpretato da César Bordón (2000)
- Raúl, interpretato da Claudio Da Passano (1997-1998)
- Eduardo, interpretato da Ricardo Darín (1998)
- Paula, interpretata da Andrea del Boca (1998)
- Salvador, interpretato da Pablo Echarri (1997)
- Rafael Sander/Andres Ferala, interpretato da Iván Espeche (2000)
- Pochi, interpretato da Mariano Fernández (1995)
- Mamma di Federico, interpretata da Marcela Ferradas (2001)
- Ernestina, interpretata da Gladys Florimonti (1995)
- Dorita, interpretata da Divina Gloria (1997)
- Mauro Echagüe, interpretato da Gustavo Guillén (1999-2000)
- Francisco López, interpretato da Gustavo Guillén (1999-2000)
- Guillermo Ramos, interpretato da Miguel Habud (1999)
- Marisa, interpretata da Carola Islas (1995)
- Ginette, interpretata da Natalia Lobo (1995)
- Felipinho, interpretato da Mauricio Sopif (1997-1998)
- Valentina Pereira, interpretato da Mabel Landó (1995)
- Elena, interpretata da Susana Lanteri (1997-1998)
- Silvia Ducret, interpretata da Liliana Parafioriti (2001)
- Enzo Miranda, interpretato da Pablo Lizaso (2000-2001)
- Diego Hernández, interpretato da José María López (1999)
- Chiche, interpretato da Coni Marino (1999)
- Jorge Clementi, interpretato da Jorge Martinez (1996)
- Antonio, interpretato da Manuel Martinez (1997)
- Dolores Aguero, interpretato da Guadalupe Martínez Uría (1995)
- Facundo Brausen, interpretato da Fernán Mirás (1995-1997)
- Emanuel Ortega, interpretato da Emanuel Ortega (1997)
- Leticia, interpretata da Vita Escardó (1995)
- Matilde, interpretata da Susana Ortiz (1995-1996)
- Andrés, interpretato da Simon Pestana (1996)
- Sandra, interpretata da Veronica Ponieman (1997)
- Gabriela Morán, interpretata da Viviana Puerta (1995-1997)
- Aníbal, interpretato da Horacio Ranieri (1998)
- Facha, interpretato da Ignacio Recondo (1995)
- Ramiro, interpretato da Gastón Ricaud (2001)
- Lidia Monteagudo, interpretata da María Roji (2001)
- Enriqueta, interpretata da Marta Cerain (1996)
- Michel Monteagudo, interpretato da Lucas Ferraro (2001)
- Rosa, interpretata da Patricia Rozas (1998)
- Laura, interpretata da Patricia Rozas (2000)
- Ignacio, interpretato da Boris Rubaja (1999)
- Fernando Aguero, interpretato da Abel Saenz Buhr (1995)
- Andrea, interpretato da Adriana Salonia (1997)
- Paula Casani, interpretata da Patricia Sosa (2000)
- Amanda, interpretata da Alicia Zanca (1997)

### Ottava stagione
- Magalí/Lilí Garcés, interpretata da Jorgelina Aruzzi.
- Lucas "Kili" Rodríguez, interpretato da Gastón Ricaud
- Mateo Fombauer, interpretato da Gonzalo Heredia.
- Pierre Demont, interpretato da Alejo García Pintos.
- Júlia "Julieta" Alvarenga Demont, interpretata da María Carámbula.
- Victor Garcés, interpretato da Ernesto Claudio.
- Lucía "Lu", interpretata da Mariana Richaudeau.
- Agustina "Agus" Ross, interpretata da Lali Espósito.
- Nicolás "Tábano" Ramírez, interpretato da Juan Pedro Lanzani.
- Paula Ramirez, interpretata da Nicole Popper.
- Micaela "Miki" Cortés, interpretata da Eva Quattrocci.
- Federico Romero "Pulgas", interpretato da Gastón Soffritti.
- Valeria "Vale" San Simón, interpretata da Candela Vetrano.
- Anita De Los Santos, interpretata da Guadalupe Antón.
- Luna Cairoli, interpretata da Camila Castro.
- Manuel "Nano", interpretato da Ricardo Aiello.
- Damián "Julepe", interpretato da Facundo Aguilar.
- Juan Manuel "Petardo" Flores, interpretato da Stéfano de Gregorio.
- Fernando "Fercho" Bulaset, interpretato da Guido Pennelli.
- Teresita, interpretata da Mariana Briski.
- Thiara "Thiarita" Demont, interpretata da Delfina Varni.
- Marcel Demont, interpretato da Luciano Ruíz.
- Melissa, interpretata da Dolores Sarmiento.
- Franco, interpretato da Agustín Sierra.
- Santiago, interpretato da Nazareno Antón.
- Bárbara, interpretata da Carolina Pampillo.
- Connie, interpretata da Brenda Gandini.

## Puntate
Gli episodi non hanno alcun titolo e sono divisi in sette stagioni per un totale di 1216 puntate.
| Stagione         | Episodi | Prima TV Argentina |
| ---------------- | ------- | ------------------ |
| Prima stagione   | 155     | 1995               |
| Seconda stagione | 206     | 1996               |
| Terza stagione   | 175     | 1997               |
| Quarta stagione  | 153     | 1998               |
| Quinta stagione  | 173     | 1999               |
| Sesta stagione   | 144     | 2000               |
| Settima stagione | 60      | 2001               |
| Ottava stagione  | 150     | 2006               |

## Eventi cinematografici

### Chiquititas: Rincón de Luz
Nel 2001 è stato realizzato un film intitolato Chiquititas: Rincón de luz, che vede come protagonisti Facundo Arana, Romina Yan e il cast di Chiquititas della sesta stagione. La produzione è affidata a Cris Morena. Nelle sale argentine, il lungometraggio è stato visto da 731.311 persone.

## Media

### Musica
Le canzoni sono composte interamente da Cris Morena e Carlos Nilson. In ogni stagione cambia la sigla.
| Anno | Dettagli                                                                                       |
| ---- | ---------------------------------------------------------------------------------------------- |
| 1995 | La Música de Chiquititas - Pubblicazione: 1995 - Formati: CD - Etichetta: Sony Music Argentina |
| 1996 | La Música de Chiquititas - Volumen 2 - Pubblicazione: 1996 - Formati: CD - Etichetta: EMI      |
| 1997 | Felices Fiestas Con Chiquititas - Pubblicazione: 1997 - Formati: CD - Etichetta: EMI           |
| 1997 | La Música de Chiquititas - Volumen 3 - Pubblicazione: 1997 - Formati: CD - Etichetta: EMI      |
| 1998 | Chiquititas Vol. 4 - Pubblicazione: 1998 - Formati: CD - Etichetta: Sony Music Argentina       |
| 1999 | Chiquititas Vol. 5 - Pubblicazione: 1999 - Formati: CD - Etichetta: Sony Music Argentina       |
| 2000 | Chiquititas Vol. 6 - Pubblicazione: 2000 - Formati: CD - Etichetta: Sony Music Argentina       |
| 2001 | Chiquititas Vol. 7 - Pubblicazione: 2001 - Formati: CD - Etichetta: Sony Music Argentina       |

### Altri prodotti
Dalla serie è uscita anche la rivista ufficiale mensile, l'album di figurine, biciclette, materiale scolastico, DVD e altri prodotti.

## Programmi correlati

### Rincón de Luz
È una serie del 2003 ideata da Cris Morena andata in onda su Canal 9. Ha la stessa trama di Chiquititas, ma titolo diverso a causa di problemi legali con Villaruel. I protagonisti sono Soledad Pastorutti e Guido Kaczka.
Ha raggiunto un gran successo in Israele, tanto che il cast è stato ospite a Tel Aviv al teatro Nokia Arena.

## Adattamenti
La serie è stata venduta in 25 paesi e sono state create due versioni locali:
- Brasile, con il titolo "Chiquititas". Viene prodotta nel 1997 da SBT.
- Messico, con il titolo "Chiquititas". Prodotta nel 1998 da TV Azteca, non raggiungendo il successo sperato si ferma alla prima stagione.
- Brasile, con il titolo "Chiquititas". Prodotta dal 2013 sempre da SBT, è una nuova versione della telenovela argentina.

## Premi e riconoscimenti
- 1996 - Premio Martín Fierro[15]
  - Vinto - Attuazione infantile a Agustina Cherri.
- 1997 - Premio Martín Fierro[3]
  - Vinto - Miglior telenovela infantile/giovanile.
- 1998 - Premio Martín Fierro[4][16]
  - Vinto - Miglior telenovela infantile/giovanile.
  - Nomination - Attuazione infantile a Jimena Piccolo.
- 1999 - Premio Martín Fierro[5][17]
  - Vinto - Attuazione infantile a Sebastián Francini.
  - Vinto - Miglior telenovela infantile/giovanile.
- 2000 - Premio Martín Fierro[18]
  - Nomination - Attuazione infantile a Sebastián Francini.
  - Nomination - Miglior telenovela infantile/giovanile.
- 2001 - Premio Martín Fierro[19]
  - Nomination - Miglior telenovela infantile/giovanile.
- 2006 - Premio Martín Fierro[20]
  - Nomination - Miglior serie televisiva giovanile.

## Accoglienza
La serie è stata stroncata dalla critica che ritiene che il programma ha contenuti non adatti ai bambini e per avere una cattiva qualità. Anche l'idea dell'orfanotrofio con bambini ben vestiti è stata giudicata in mal modo. Il finale della quinta stagione, in cui i personaggi adulti muoiono e gli orfani vengono adottati da "Hogar de las Sombras" è considerata "tutt'altro che geniale", "traumatica" per i bambini e gli scrittori sono stati criticati per "incoerenza e ingiustificata crudeltà".
Nonostante le recensioni, la serie ha ricevuto un gran numero di ascolti, con oltre 150 prodotti commercializzati.